# 의전서열
의전서열(儀典序列, 영어: order of precedence), 석차(席次) 또는 석순(席順)이란 어떠한 의전에 참여하는 주체들의 상대적인 위치로서의 서열을 가리키는 말이다. 인류학적으로 의전서열은 가족 또는 그보다 더 큰 사회집단은 물론 사회 전체에서의 서열을 의미할 수도 있다. 의전서열은 그 의전에 참여하는 각 주체의 상호관계에 따라 결정되는 것이므로, 고정된 것이 아니고 상황에 따라 변화하거나 도전을 받을 수 있다.

## 나라별 의전서열
- 영국 육군 의전서열
- 일본 황실 궁중석차
- 한국
  - 대한민국의 의전서열
  - 조선의 품계

## 같이 보기
- 품계
- 위계 (일본)